# Semenovia goloskokovii
Semenovia goloskokovii är en flockblommig växtart som först beskrevs av Jevgenij Korovin, och fick sitt nu gällande namn av Czerepan. Semenovia goloskokovii ingår i släktet Semenovia och familjen flockblommiga växter. Inga underarter finns listade i Catalogue of Life.